# Mount Patrick
Mount Patrick ist ein massiger, größtenteils eisbedeckter und 2380 m (nach neuseeländischen Angaben 2316 m) hoher Berg in der antarktischen Ross Dependency. Er ragt in der Commonwealth Range auf der Ostseite des Beardmore-Gletschers auf. 
Teilnehmer der Nimrod-Expedition (1907–1909) unter der Leitung des britischen Polarforschers Ernest Shackleton entdeckten ihn. Shackleton benannte ihn vermutlich nach seinem Onkel Patrick Dudley Shackleton (1837–1901).